# شاه عبد اللطيف بهتائي
عبد اللطيف بن حبيب بن عبد القدوس بن جمال بن لعل محمد بِهتَائِي السندي (1102 هـ – 1165 هـ) إنه أشهر شاعر في بلاد السند، عاش في عصر مضطرب من تاريخ السند. لقد وصل ملوك كلهورا إلى السلطة تحت سلطة المغول في دهلي عام 1701. وكان عليهم الصراع ضد المغامر الفارسي نادر شاه (1739) ثم ضد خليفته الأفغاني أحمد شاه دراني، اللذين أصبحوا خاضعين له بعد العام 1748. كان من الذين قاموا بحمل مسيرة الإصلاح من خلال شعره الحامل معاني القرآن والسنة. وكان من مشايخ الطريقة القادرية. ويسمى ديوان شعره بعنوان «شاه جو رسالو» (معناه بالعربية: رسالة الشاه أي الشيخ عبد اللطيف، وهو باللغة السندية). ولد سنة 1102 هـ (1690م)، وتوفي سنة 1165 هـ (1751م) في بهت، التي كان قد استقر فيها مع مجموعة من التلاميذ بعد سنوات من الترحال
في السند. وعلى قبره ضريح مشهور.

## أدبه
ُجُمعت قصائده في ديوان عنوانه رسالو. نُظمت فصوله الثلاثون حول خرافات من التراث الشفهي
السندي وصُنفت حسب «موضوعها اللحني». انتهز كل قصة فيها بلحظتها الأكثر تأثيرًا وحولها إلى حكمة صوفية.
ومثل ما في القصيدة الصوفية بالبنجابية (بُلهي شاه)، فإن الحبيبة في رسالو تثمل روح الصوفي الباحث
عن الوحدة مع الإله. ويُرمز لها بالبطل.
يتم بلوغ هذه الوحدة بعذاب كبير يُقارن بعذاب الشخصية الأسطورية ساسوي التي اجتازت الصحراء بقدمين حافيتين،
على أمل اللحاق بحبيبها بونهو. ولقسوة الاختبارات التي تقاسيها البطلات نتيجة طبيعية وهي التعقيد المتكرر
للرموز والسياق النحوي اللذين يستخدمهما الشاعر.
ليس من السهل الوصول إلى فهم المؤلف. لكن بما أنه في السند يعتبرونه كتابًا مقدسًا، فقد حفظه العديد منهم،
مسلمين كانوا أم هندوس. ومنذ نهاية القرن التاسع عشر، سعى العديد من الهندوس لتفسير ريسالو كمؤلف صوفي هندوسي
ربما أُضيف له لون إسلامي سطحي.